# Бдинці
Бди́нці (болг. Бдинци) — село в Добрицькій області Болгарії. Входить до складу общини Добричка.

## Населення
За даними перепису населення 2011 року у селі проживали 94 особи.
Національний склад населення села:
| Національність   | Кількість осіб | Відсоток |
| ---------------- | -------------- | -------- |
| болгари          | 54             | 67,5%    |
| турки            | 14             | 17,5%    |
| цигани           | 12             | 15,0%    |
| інша             | 0              | 0%       |
| не визначились   | 0              | 0%       |
| Всього відповіли | 80             |          |

Розподіл населення за віком у 2011 році:
Динаміка населення: